# Robert R. Williams
Robert Ramapatnam Williams (* 16. Februar 1886 in Nellore, Indien; † 2. Oktober 1965 in Summit (New Jersey)) war ein amerikanischer Chemiker. 
Williams war der Sohn eines Missionars und studierte ab 1903 Chemie an der Ottawa University in Ottawa (Kansas) und an der Universität von Chicago mit dem Bachelorabschluss 1907 und dem Masterabschluss 1908. Danach war er Lehrer auf den Philippinen und an einem staatlichen Labor in Manila, war 1911/12 zu weiteren Studien in den USA und ab 1915 bei der Food and Drug Administration in Washington D. C. Im Ersten Weltkrieg wurde er in die chemische Kriegführung einberufen und danach ging er in die Industrie, zuletzt bei den Bell Telephone Labs, wo er 1925 Direktor der Chemie wurde. 1945 ging er als Direktor zur Research Corporation von Cottrell und wurde Vorsitzender der von ihn gegründeten Williams-Waterman-Stiftung, das der Bekämpfung von Ernährungskrankheiten diente. Er leitete 1946 bis 1952 ein Programm gegen Beri-Beri auf den Philippinen.
Auf das Vorhandensein einer Substanz gegen Beri-Beri in Reisschalen wies ihn schon 1912 ein Pathologe (Vedder) des US Army Medical Corps hin und er arbeitete an der Isolierung in seiner Zeit als Industriechemiker in seiner Freizeit, zuerst in seiner Garage, dann am Labor des Teachers College der Columbia University, unterstützt ab 1924 von Waterman. 1933 konnte er Thiamin (Vitamin B1) isolieren. Hierin war ihm zwar der Niederländer Barend Coenraad Petrus Jansen (und dessen Kollege Willem Frederik Donath) zuvorgekommen, er fand aber im Gegensatz zu diesem die korrekte Summenformel und Struktur (wie auch unabhängig in Deutschland Rudolf Grewe). Zwei Jahre später, also 1935, konnte er das Vitamin synthetisch herstellen (Totalsynthese). 
1942 wurde Williams in die American Philosophical Society und 1945 in die National Academy of Sciences gewählt, 1947 wurde er mit der Perkin-Medaille ausgezeichnet. Die Erlöse aus seinem Patent, das er an Merck verkaufte, flossen in seine Stiftung. 
1936 gelang auch Hans Andersag und Kurt Westphal bei BASF die Synthese von Vitamin B1, die folgenden Patentstreitigkeiten konnte Williams in den USA aber für sich entscheiden (Urteil 1942).
Er ist der Bruder des Chemikers Roger John Williams.